# 乔·塔斯利姆
乔·塔斯利姆又名林科燈（1981年6月23日—），是印尼籍華裔男演员和武術家，印尼柔道國家隊（1997至2009年）的成員，2011年出演惊悚动作电影《全面突襲》，2013年参演好莱坞电影《玩命關頭6》，這標誌著他在好萊塢電影中的首次亮相。他出演了伊藤在2018年Netflix電影《夜來了我們》中的角色。目前，塔斯利姆在Cinemax動作系列，《唐人街戰士》中飾演李勇（Li Yong）。

## 运动员经历
乔·塔斯利姆在幼年便接触了武术。他的武术训练项目包括了中国功夫、柔道、跆拳道和马来武术，但他发现自己热衷于柔道，这也把他引向了职业柔道运动员生涯。他在全国锦标赛中获得过数个金牌，其中一块是1999年东南亚柔道锦标赛中获得，于2007年的ASEAN（东南亚国家协会运动会）中获得银牌。乔·塔斯利姆从1997年至2009年服役于印度尼西亚国家柔道队，09年因伤退役。

## 演艺经历
塔斯利姆作为模特和演员活跃于杂志、电视广告和一些印尼剧情片中。2010年，乔在经过一系列的武打试镜和通告后，赢得了于加雷斯·埃文斯导演的获奖电影《全面突襲》中饰演一名特警部队警官Jaka的机会。在出演《全面突襲》后，乔于2012年加盟HBO亚洲频道的首部动作惊悚片《死亡礦坑》，该片于亚洲部分地区影院上映，并通过HBO亚洲频道网络平台进行了独家首映。
2013年，塔斯利姆出现在剧情动作电影《玩命關頭6》中，饰演凶狠的反派—贾，一个用武术和跑酷技能搏斗的冷血杀手。
2019年7月，據報導，他將在重啟版《真人快打》電影中飾演絕對零度。

## 作品列表

### 電影
| 年份 | 標題                     | 角色                | 附註 |
| ---- | ------------------------ | ------------------- | ---- |
| 2008 | 《報應》                 | Armand Guan         |      |
| 2009 | 《Rasa》                 | Allivan             |      |
| 2011 | 《全面突襲》             | Sergeant Jaka       |      |
| 2012 | 《死亡礦坑》             | Joko                |      |
| 2013 | 《玩命關頭6》            | Jah                 |      |
| 2013 | 《La Tahzan》            | Yamada              |      |
| 2016 | 《星際爭霸戰：浩瀚無垠》 | Manas / Anderson Le |      |
| 2017 | 《給神的一封簡短的信》   | Martin              |      |
| 2018 | 《黑夜降臨》             | Ito                 |      |
| 2019 | 《Hit and Run》          | Tegar               |      |
| 2020 | 《劍客》                 | 古鲁泰              |      |
| 2021 | 《真人快打》             | 避寒／絕對零度      |      |

### 電視
| 年份 | 標題           | 角色    | 附註 |
| ---- | -------------- | ------- | ---- |
| 2019 | 《唐人街戰士》 | Li Yong |      |

## 外部連結
- Joe Taslim在互联网电影资料库（IMDb）上的資料（英文）
- 在AllMovie上乔·塔斯利姆的頁面（英文）
- 烂蕃茄上的乔·塔斯利姆
- 乔·塔斯利姆的X（前Twitter）